# Bacardí

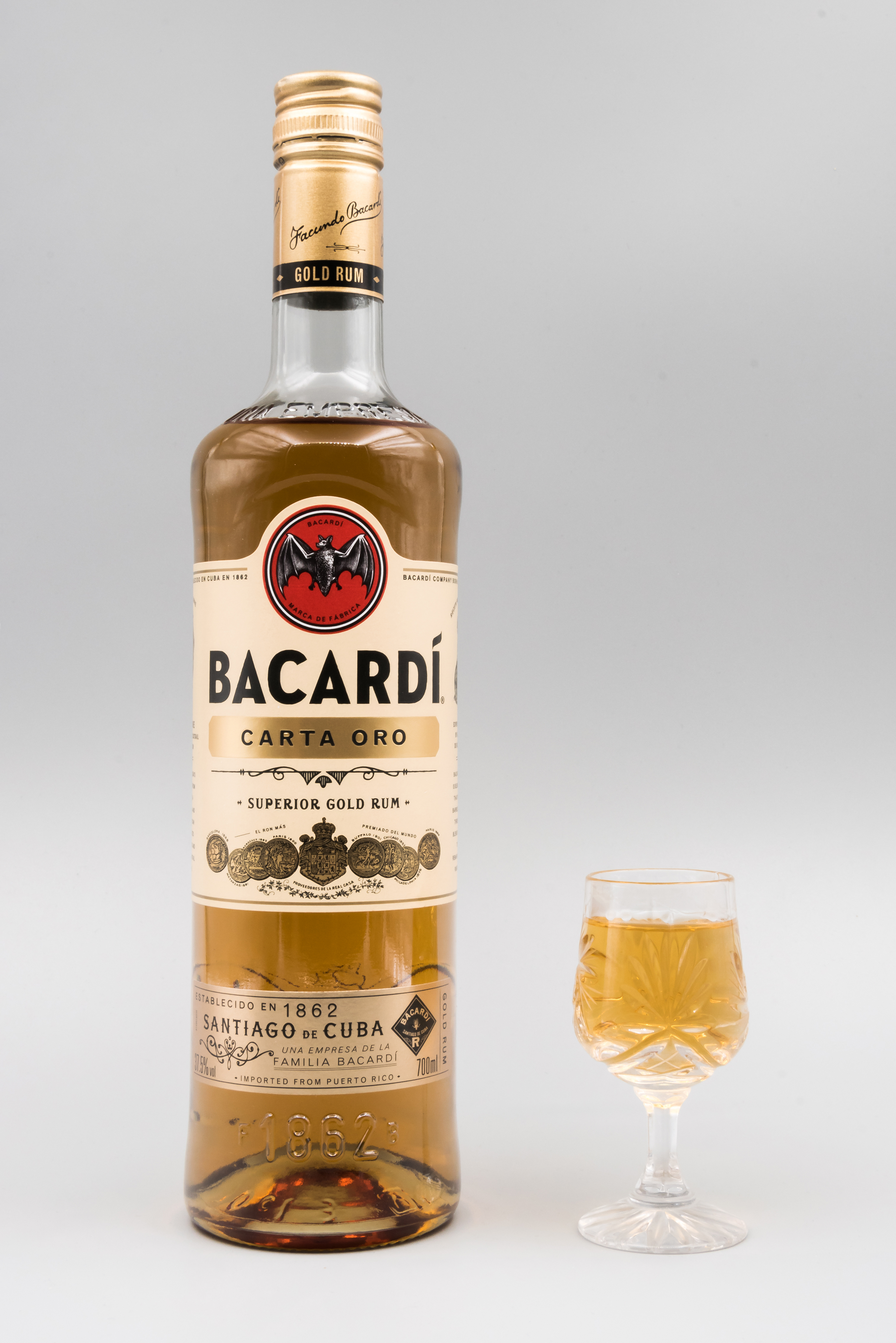
Rum Bacardí Carta Oro

Bacardi & Company Limited – rodzinna firma z branży spirytusowej, najbardziej znana jako producent rumu, w tym Bacardi Superior i Bacardi 151. Firma sprzedaje ponad 200 milionów butelek rocznie w niemal 100 krajach.
Bacardi z siedzibą w Hamilton ma 16 członków zarządu na czele z Facundo Bacardi L., praprawnukiem założyciela firmy.

## Produkty
Do najważniejszych marek należących do Bacardi należą:
- Bacardí
- Bombay Sapphire
- Cazadores
- Dewars
- Eristoff
- Grey Goose
- Martini
- St-Germain
- William Lawson's

## Nagrody
Produkty marki Bacardi były nagradzane wiele razy przez prestiżowe organizacje. Bacardí 8, Bacardí Gold i Bacardí Reserva Limitada otrzymały International High Quality Trophy – najwyższą światową jakość, nagradzaną przez Monde Selection w 2010. Bacardi 8 zostało nagrodzone złotym medalem w 2011.